# Stadsbalkon
Het Stadsbalkon is sinds 7 juni 2007 het voetgangersplein met ondergrondse fietsenstalling en fietstunnel, voor het station van Groningen. Het stadsbalkon is een ontwerp van architect Kees Christiaanse. Door een aantal kijkgaten in het plein komt er licht in de fietsenstalling en blijft het contact met het plein erboven bewaard. Het fietspad langs het station loopt dwars door de fietsenstalling heen, waardoor het gemakkelijk is om er te komen. De fietsenstalling is gratis, wordt permanent bewaakt door achttien vrijwilligers en biedt plaats aan 4.150 fietsen.
Op het plein staat sinds 2007 weer het Peerd van Ome Loeks dat in 2003 uit het stationsgebied was verwijderd in verband met de herindeling.
In 2023 besloot het stadsbestuur dat het Stadsbalkon met bijbehorende fietsenstalling weer (deels) zal worden verwijderd. Dit omdat het al vanaf het begin wordt gezien als een niet geslaagde toevoeging aan het stationsgebied, vooral omdat het Stadsbalkon deels het uitzicht op het historische stationsgebouw belemmert en het nooit de beoogde functie kreeg (een levendig ontmoetingsplein). In plaats daarvan wordt er gedacht aan de aanleg van een nieuw groen stationsplein. Aan noordzijde van het station moeten verder honderden woningen komen en bedrijven voor duizenden werknemers.

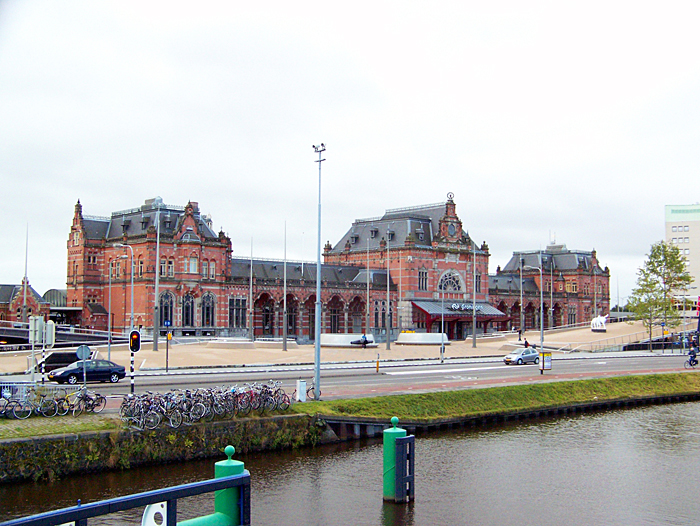
Het station van Groningen met op de voorgrond het Stadsbalkon
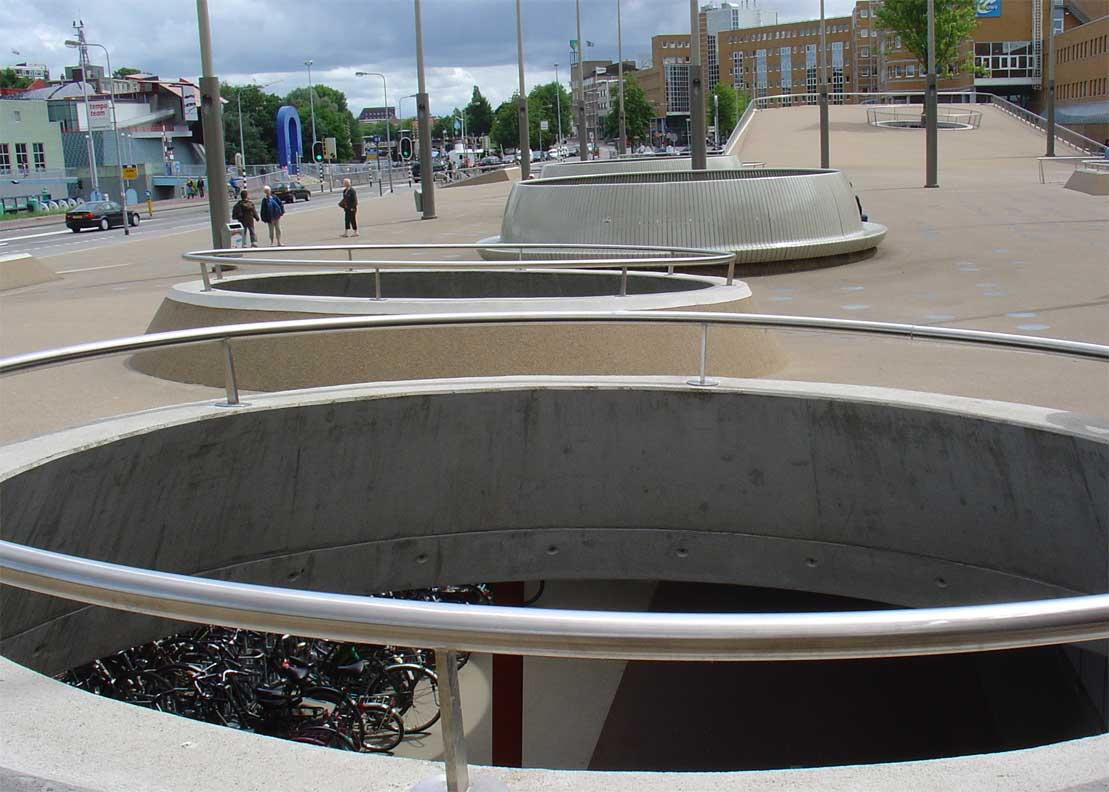
Kijkgaten in het plein met daaronder de fietsenstalling
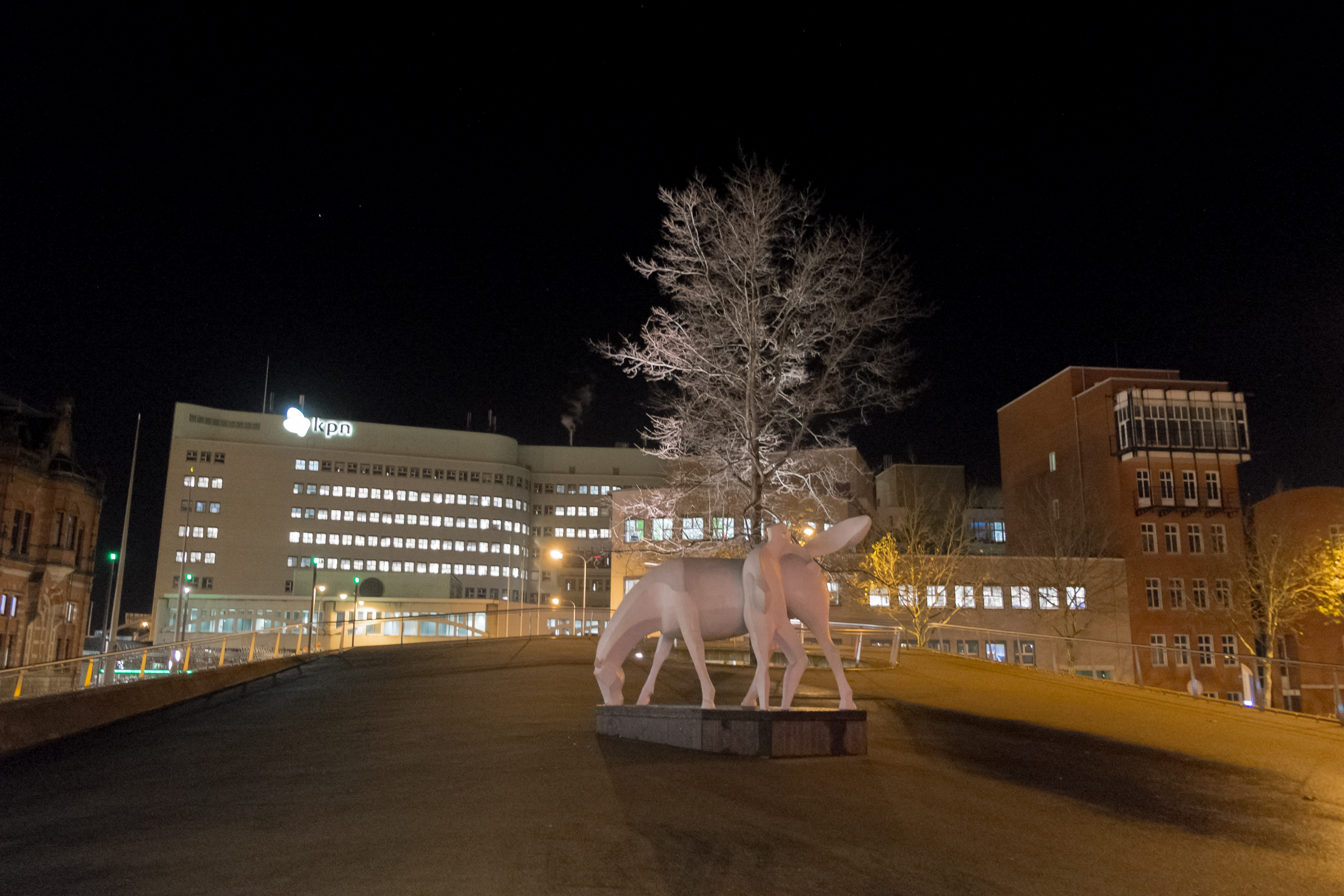
Het Peerd van Ome Loeks op het stadsbalkon bij avond met op de achtergrond het KPN-gebouw